# E le stelle brillano ancora
E le stelle brillano ancora è un romanzo sentimentale del 1993 scritto da Sidney Sheldon.

## Trama
Lara Cameron nasce a Glace Bay in Nuova Scozia. La madre di Lara partorisce lei e un gemello maschio dopo di che la madre e il fratello muoiono dopo il parto. Il padre per vivere raccoglie affitti per un albergatore e non vuole affatto bene alla figlia. Dopo la morte del padre, Lara ne assume il ruolo. Un giorno, nell'albergo che gestisce, incontra un uomo chiamato Charles Cohn che rimane molto impressionato da lei. Charles le dà un contratto per costruire il suo primo edificio in cambio del suo corpo. Dopo aver portato a termine l'edificio, si trasferisce a Chicago per iniziare la costruzione del suo impero immobiliare. Durante la sua scalata al successo si fa aiutare da Paul Martin, un avvocato di cui ne diviene amante. In uno dei suoi viaggi di lavoro incontra e si innamora di Philip Alder, un famoso pianista che sposerà a New York. All'apice della carriera rischia di perdere tutto l'impero che ha costruito, per alcune accuse che verranno poi ritirate. Dopo un pericoloso momento, Lara recupera i suoi sogni infranti.

## Edizioni
- Sidney Sheldon, E le stelle brillano ancora, traduzione di Tullio Dobner, Bergamo, Sperling & Kupfer, 1993  [1992],  p. 306.